# 136-та танкова дивізія «Джовані Фашисті»
136-та танкова дивізія «Джовані Фашисті» (італ. 136ª Divisione corazzata "Giovani Fascisti") — військове з'єднання, танкова дивізія Королівської італійської армії, що брала участь у бойових діях Другої світової війни. Дивізія була заснована у травні 1942 року, втім, вона так і не була повністю сформована та укомплектована, і у неї ніколи не було бронетехніки: 1-й танковий полк, який був ненадовго приписаний до штату дивізії, так і не приєднався до дивізії, що вела бойові дії в Лівії.

## Історія з'єднання
У 1940 році, коли Італія вступила у війну, фашистська молодіжна організація «Італійська лікторська молодь» (італ. Gioventù Italiana del Littorio (GIL) організувала «Марш молоді»: близько двадцяти тисяч молодих фашистів і членів фашистських груп університетів, попередньо організованих у 25 батальйонів, марширували до Падуї, де Беніто Муссоліні зустрів їх 10 жовтня 1940 року. Рішення про розпуск цих батальйонів супроводжувалося такими протестами та заворушеннями, що Національна фашистська партія послала майора Фульвіо Балісті, колишнього командира батальйонів GIL у Болоньї, щоб придушити повстання. За пропозицією генерального секретаря Національної фашистської партії Етторе Муті командування GIL сформувало три спеціальні батальйони, які були відправлені на навчання у Формію, Гаету та Скаурі. Після інспекції генерал Таддео Орландо висловив позитивну думку щодо їх призову на військову службу, а Адельчі Серена, який змінив Етторе Муті на посаді секретаря партії, дав згоду на створення фашистського Легіону з трьох батальйонів.
12 квітня 1941 року був офіційно заснований 301-й легіон CC.NN. «Прімавера». Вже 18 квітня було ухвалено зарахувати молодих фашистів добровольцями до Королівської італійської армії для формування батальйонної групи «Джовані Фашисті». Армія провела ретельний відбір, у результаті чого чисельність кандидатів знизилася до приблизно двох тисяч. Як головний убір батальйонна група отримала чорну феску, а не каску. Всю війну добровольці пройшли без касок. 21 квітня 1942 року батальйонна група склала присягу Королю.
29 липня 1941 року батальйонна група «Джовані Фашисті» з двома батальйонами прибула до Триполі для участі в кампанії в Західній пустелі. ІІІ батальйон залишився в Італії як база частини і навчальний підрозділ групи. У Лівії групу відправили в Аль-Хумс і Місрату, де група сформувала протитанкову роту з протитанковими гарматами 47/32 і мінометну роту з мінометами 81-мм Mod. 35 . У вересні група була зарахована до розвідувального загону маневреного армійського корпусу. 4–7 грудня 1941 року група вела бойові дії в Бір-ель-Губі проти 11-ї індійської піхотної бригади та частин британської 22-ї гвардійської бригади. Після бою разом з іншими італо-німецькими підрозділами група відійшла. Потім її передали до складу 60-ї піхотної дивізії «Сабрата», поки її не вивели з лінії фронту в березні 1942 року.
24 травня 1942 року, на знак визнання заслуг батальйонної групи, здобутих у боях під Бір-ель-Гобі, у Вероні була розгорнута 136-та танкова дивізія «Джовані Фашисті». Незважаючи на свою назву, дивізія ніколи не була оснащена броньованою технікою, і єдині підрозділи, які їй були призначені, окрім двох батальйонів «Джовані Фашисті», були 136-й артилерійський полк і III бронетанкова група «Кавалегері ді Монферрато», озброєну кількома броньовиками AB41. Після того, як командування дивізії було передислоковано до Лівії, 22 липня 1942 року дивізія зайняла оазис Сива в Єгипті. 30 серпня 1942 року група була розгорнута до піхотного полку «Джовані Фашисті» з прибуттям III батальйону групи до Сиви.
22 вересня дивізію інспектував генерал-фельдмаршал Ервін Роммель. Зіткнення з патрулями союзників призвели до незначних втрат, але найпідступнішою небезпекою була малярія, яка вразила майже весь гарнізон із близько 800 захворілими. На початку Другої битви за Ель-Аламейн у дивізії зростало невдоволення через відсутність бойових дій, що спонукало 825 добровольців вимагати переведення до інших бойових підрозділів.
Поразка італійсько-німецьких військ під Ель-Аламейном змусила 136-ту бронетанкову дивізію залишити Сиву 6 листопада 1942 року. Підрозділи дивізії досягли Адждабії 16–18 листопада 1942 року. В подальшому її частини дислокувалися в Мерса-ель-Брега та брали участь у битві при Ель-Агейлі, а потім повернулися до Нофалії. У грудні 1942 року дивізія отримала 8-й полк берсальєрів зі складу розформованої 132-ї бронетанкової дивізії «Арієте». В ході триваючого відступу дивізія відійшла до Буерата і Тархуна, і далі до лінії Марет в Тунісі.
Дивізія брала участь у Туніській кампанії від початку до кінця. 25 січня 1943 року вона прибула на оборонні позиції лінії Марет і 23 лютого разом з усіма іншими італійськими та німецькими частинами на лінії Марет увійшла до складу 1-ї італійської армії. 6 березня 1943 року батальйони «Джовані Фашисті» брали участь у битві під Меденіном, а через десять днів у битві на лінії Марет. 25 березня дивізія разом з іншими силами Осі відступила на підготовлену оборонну позицію у Ваді-Акаріт. 6–7 квітня 1943 року 8-ма британська армія прорвала оборону противника в битві при Ваді-Акаріт, і 1-ша італійська армія була змушена відійти з Енфідавіля.
У той час як британська 8-ма армія та 1-ша італійська армії в Енфідавілі залишалися по суті нерухомими, війська союзників розбили оборону Німеччини та Італії та зайняли Бізерту та Туніс. До 12 травня 1943 року решту 80 000 осіб 1-ї італійської армії було оточено, а наступного дня її командувач генерал Джованні Мессе здав свою армію британському генералу Бернарду Фрейбергу. 13 травня 1943 року танкова дивізія «Джовані Фашисті» було офіційно оголошена розформованою.